# Методи Байкушев
Методи Петров Байкушев е български политик, кмет на Благоевград от 2023 година с коалиция Продължаваме промяната – Демократична България.

## Биография
Роден е в 1981 година в Благоевград, където живее. Има произход от Трън. Син е на строителния предприемач Петър Байкушев.
Завършва право в Софийския университет „Св. Климент Охридски“. В 2006 година започва работа като младши адвокат и след 6 години става управляващ съдружник в кантората. В 2008 година е хоноруван асистент по гражданско процесуално право в Югозападния университет „Неофит Рилски“. През 2010 година обучава държавните съдебни изпълнители по проект на министерство на правосъдието. През 2017 и 2018 година преподава „бизнес право“ в Американския университет в България. Чете лекции на различни международни арбитражни форуми в Париж, Прага, Солун, Краков и София. През 2020 и 2022 година е включен в списъка на най-влиятелните експерти по международен арбитраж в Централна и Източна Европа на Легал 500. Включен е в списъка с арбитри към Чешкия арбитражен съд и Арбитражния съд на Рига. Байкушев е служил като генерален секретар на Националния комитет в България на Международната търговска камара и член на комисията, която номинира арбитри по арбитражни дела пред Международния арбитражен съд към Международната търговска камара.
Кандидатира се за народен представител на парламентарните избори през октомври 2022 година от КП „Продължаваме промяната“ и през април 2023 година от КП „Продължаваме промяната – Демократична България“, но не е избран.
Избран е за кмет на Благоевград, след като на втория тур на местните избори на 5 ноември 2023 година печели 50,21 процента или 800 гласа повече от опонента си Илко Стоянов.